# Kościół św. Barbary i Józefa w Jastrzębiu-Zdroju
Kościół pod wezwaniem świętej Barbary i świętego Józefa w Jastrzębiu-Zdroju – zabytkowy, drewniany obiekt sakralny zbudowany w pierwszej połowie XVII wieku w Jedłowniku (dzielnicy Wodzisławia Śląskiego). Kościół obecnie znajduje się w Jastrzębiu-Zdroju, na terenie Osiedla Przyjaźń, gdzie został przewieziony z Wodzisławia - Jedłownika w latach 70. XX wieku. Jest najstarszą świątynią znajdującą się na terenie Jastrzębia-Zdroju.
Kościół znajduje się na Szlaku Architektury Drewnianej województwa śląskiego w pętli rybnickiej. 

## Historia – kościół w Jedłowniku
Po raz pierwszy kościół w Jedłowniku jest wspominany w spisie świętopietrza z 1447 r. Już wtedy parafia należała do zamożniejszych i większych z uwagi na liczebność parafian. Pierwsze dokładniejsze opisy kościoła pochodzą z XVII w., najstarszy z 1652 r. Wawrzyniec Joannston, arcydiakon (dziekan) namysłowski przeprowadzający wizytację biskupią w 1679 r., odnotował m.in., że w Jedłowniku znajduje się bardzo stary kościół drewniany pw. św. Marka Ewangelisty. Jest w nim nowy ołtarz główny, dwa ołtarze boczne, chrzcielnica z solidnego kamienia pokryta miedzią, konfesjonał w pobliżu ołtarza głównego, krzesła przy oknach, a przy ścianie - pięć sztandarów. Kościół w całości jest pokryty i ma nową dębową podłogę. Cmentarz jest dobrze ogrodzony, znajduje się też odpowiednia kostnica. Rocznicę poświęcenia kościoła obchodzi się w pierwszą niedzielę po św. Bartłomieju (tj. pod koniec sierpnia). Wśród sprzętów liturgicznych wymienił m.in.: monstrancję mosiężną, wewnątrz posrebrzaną, z lunulą pozłacaną (przyrząd w kształcie półksiężyca utrzymujący wielką hostię w czasie wystawienia w monstrancji), kielich ze srebra pozłacany, kielich z mosiądzu, 8 cingula. 8 korporałów i puryfikaterzy. 4 welony, srebrny pacyfikał. 2 kadzielnice, 3 dzwonki, 2 kociołki na wodę święconą, mszał, agendę, 7 ornatów, 4 alby, kapę, 14 obrusów ołtarzowych. Kolejny dokładny opis kościoła znamy z wizytacji jaka odbyła się dziewięć lat później (w 1688 r.) a której dokonał Marcin Teofil Stefecjusz (Stephetius).
Choć powszechnie uważa się, że kościół pochodzi z 1 poł. XVII wieku, istnieje przypuszczenie, że świątynia może być znacznie starsza. W drukowanej notatce wydanej w 1849 r. proboszcz Antoni Proske napisał, że kościół w Jedłowniku stoi już 504 lata. Oznacza to, że został zbudowany w 1345 r., a dowodem na to ma być jedna z drewnianych belek, na której jest wyryty napis MCCCVL, czyli rok 1345. Gdyby ta informacja się potwierdziła, byłby to najstarszy kościół na Górnym Śląsku. Brak jednak przeprowadzonych badań w tej kwestii.
Pierwotnie kościół wewnątrz był wybielony, posiadał sufit z malowanych desek, podłoga była wykonana z cegieł. W kościele znajdowały się trzy ołtarze - główny poświęcony był św. Barbarze, lewy późnorenesansowy z połowy XVII wieku, prawy - barokowy z przełomu XVII-XVIII wieku ozdobiony rzeźbami puttów. W roku 1801 podłogę kościoła wyłożono kwadratowymi płytami z kamienia. W roku 1886 proboszcz Ring podjął się prac remontowych, których efekty zachowały się do momentu rozebrania go i przeniesienia do Jastrzębia Zdroju.
Pierwotnie wymienianym patronem kościoła był św. Marek Ewangelista. Pojawienie się św. Barbary jako nowej patronki kościoła odnosi się do sytuacji, kiedy to w roku 1678 sprawiono nowy główny ołtarz, który był poświęcony tej właśnie Świętej. Od tego momentu pierwszy patron odszedł w zapomnienie. W wieku XIX już tylko św. Barbara jest wymieniana jako patronka kościoła. W latach 1949–52 w Jedłowniku został zbudowany nowy, murowany kościół pod wezwaniem Matki Boskiej Wszechpośredniczki Łask i św. Antoniego, który stał się kościołem parafialnym. Tym samym; kościół św. Barbary przestał tę funkcję pełnić, a nieużytkowany - zaczął niszczeć.

## Historia – kościół w Jastrzębiu

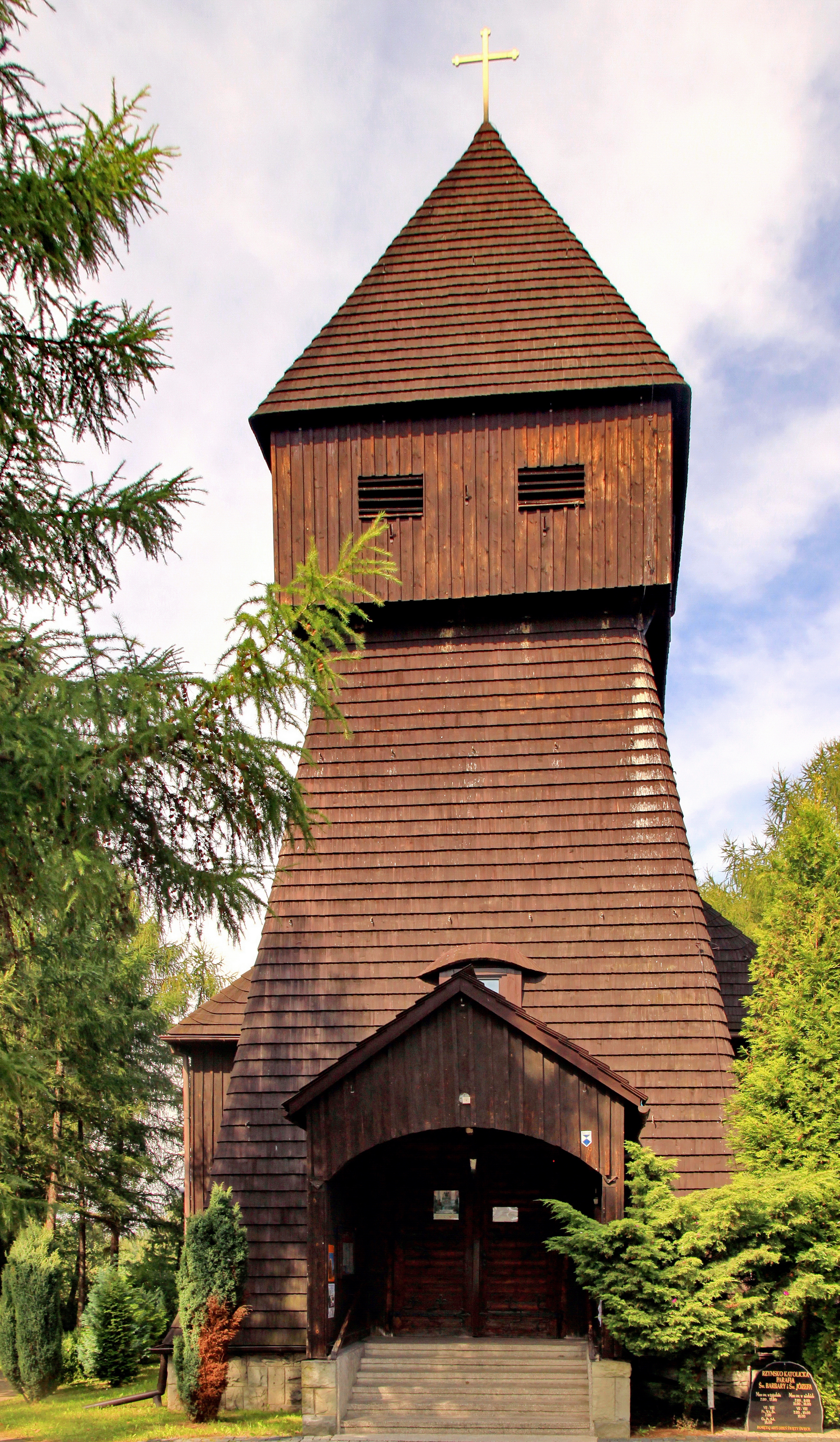
Fasada kościoła

Początki lat 60. XX wieku to okres dynamicznego rozwoju miasta Jastrzębia-Zdroju. Wtedy to zaczęto budować kopalnie, a wraz z nimi nowe osiedla - pierwszym było osiedle pod nazwą "Połomska", które później nazwano "Przyjaźń". Osiedle liczyło ok. 3 tys. mieszkańców, którzy należeli do parafii p.w. Najświętszego Serca Pana Jezusa zlokalizowanej w osiedlu Zdrój. W związku z wieloma trudnościami, z jakimi borykali się wierni, tj. przepełnionym kościołem, dużymi odległościami do kościoła parafialnego, nastąpiła potrzeba zmiany takiego stanu rzeczy.
W 1974 roku przeprowadzono ekspertyzę budowlaną stanu technicznego zabytkowego kościoła w Wodzisławiu Śląskim - Jedłowniku, który miał zostać przeniesiony do Jastrzębia. Autor ekspertyzy, Hubert Krypczyk, ustalił znaczne zagrzybienie konstrukcji drewnianej oraz nieszczelne pokrycie dachowe, powodujące szybki rozkład drewna. Zabytkowy kościół niszczał bardzo szybko, dlatego koniecznym było przystąpienie do jak najszybszych prac związanych z jego przeniesieniem. Odbywały się one równolegle - to znaczy przygotowanie do rozbiórki kościoła w Jedłowniku i przygotowania terenu pod kościół w Jastrzębiu.
Działka, na której miał być posadowiony przeniesiony kościół, posiadała silny spadek terenu w kierunku północnym. Działka ta była niezadrzewiona i nieuzbrojona. Ze względu na duży spadek terenu, jak również dla zapewnienia drewnianemu kościółkowi odpowiednich warunków hydrometrycznych, miał on zostać cały podpiwniczony. Piwnice miały być przeznaczone dla celów gospodarczych i magazynowych, jak również miało być wydzielone pomieszczenie na kancelarię i małe lapidarium sakralne. Obecnie w piwnicach znajdują się salki katechetyczne, służące różnym grupom parafialnym na ich spotkania, a także sklepik parafialny oraz biblioteka z czytelnią. 
8 lipca 1974 bp Józef Kurpas poświęcił kamień węgielny pod zabytkową świątynię, która miała stanąć przy kaplicy pw. św. Józefa Robotnika, która później została zamieniona na plebanię. Od lipca, dzięki spontanicznemu i bezinteresownemu poświęceniu mieszkańców, fachowców różnych zawodów i górników prace związane z budową nowego kościoła w grudniu 1974 roku mogły zostać zakończone. Konstrukcję drewnianą i gontowe pokrycie dachu wykonali specjaliści z Żywca. Wszystkie uszkodzone elementy starej konstrukcji zostały zastąpione nowym drewnem, a więc: całe odeskowanie zewnętrzne i wewnętrzne ściany, jak również strop. Nowym jest też gontowe pokrycie dachu. Nad całością prac, począwszy od rozbiórki kościoła w Jedłowniku, transportu konstrukcji i rozpoczęcia budowy nowego kościoła czuwał dotychczasowy administrator wspólnoty wiernych przy kaplicy pw. św. Józefa Robotnika - ksiądz Rudolf Jeziorski.
3 grudnia 1974 roku za sprawą biskupa katowickiego Herberta Bednorza nastąpiło uroczyste poświęcenie drewnianego kościoła, któremu nadano wezwanie dwóch patronów - św. Barbary i św. Józefa Robotnika.

## Architektura
Dzwonnica kościoła posiada konstrukcję szkieletową, której główną konstrukcję nośną stanowią cztery słupy narożne połączone ze sobą ryglami i krzyżakami. Izbica dzwonnicy i sygnaturka posiada konstrukcję słupowo-ramową. Izbica szalowana jest deskami, a pod nią znajduje się ozdobny okapik. Dwuskrzydłowe, drewniane drzwi główne zawieszone są na zawiasach pasowych z 1647 roku. Kościół stanowi zwartą bryłę z wydatną wieżą, dwukondygnacyjną zakrystią i podpiwniczeniem. Kościół jednonawowy na rzucie prostokąta z prezbiterium zamkniętym trójbocznie posiada przylegającą od zachodu kruchtę i zakrystię. Nad nawą znajduje się dwuspadowy dach, na którym pomiędzy prezbiterium a nawą znajduje się czworoboczna wieżyczka, która została zmieniona. Pierwotnie zbudowana była na kwadratowej, poprzecznie deskowanej podstawie, nad której wydatnym gzymsem wznosiła się otwarta latarnia utworzona z podwójnych arkadek, zakryta czterospadowym daszkiem zakończonym ośmioboczną "banią" podbitą gontami. W chwili obecnej istnieje tylko niższa od poprzedniej, obita pionowo kwadratowa podstawa oraz latarnia, lecz zasłonięta i nakryta czterospadowym daszkiem namiotowym bez "baniastego" zakończenia.
Kościół bez wyraźnych cech stylowych z elementami barokowymi posiada wnętrze określone jako "salowe" - nawa jest szersza od prezbiterium. W czasie przebudowy w roku 1888 pomieszczenie pod wieżą zostało włączone jako przedłużenie nawy poprzez wycięcie znacznej części ściany od strony nawy. Pomiędzy nawą a prezbiterium znajduje się łuk tęczowy odcinkowy. Od strony południowej znajduje się chór muzyczny wsparty na sześciu słupach z pełną drewnianą balustradą, na który wiodą drewniane, jednobiegowe, policzkowe schody. Posadzki w nawie i pod wieżą stanowi łom marmurowy, a w prezbiterium i zakrystii podłoga jest drewniana.
Wewnątrz pozorne sklepienie kolebkowe w nawie i prezbiterium. Chór muzyczny z XIX w. wsparty na czterech słupach. Barokowe rzeźby Chrystusa Ukrzyżowanego, Matki Boskiej oraz św. Jana Ewangelisty. Wielką wartość w kościele stanowią: ołtarz zabytkowy przylegający do ścian z obrazem św. Barbary, zabytkowa ambona z obrazami czterech ewangelistów, malowanych na desce, z XVII wieku, a także chrzcielnica. Zabytkiem jest też obraz „Madonna z Dzieciątkiem”. Obraz ten był wypożyczony na wystawę do Muzeum Narodowego w Warszawie w dniach od 20 lipca do 16 września 1979 roku. Jest to obraz o wymiarach 120 x 100 cm, pochodzący z XIX wieku; jego autor jest nieznany. Zachowane stare okucia kowalskie z 1647 r. w przyziemiu wieży. Pozostałe wyposażenie pozostało w murowanym kościele w Wodzisławiu - Jedłowniku. 
Cechy artystyczne przejawiają także stacje Drogi Krzyżowej, wyrzeźbione z drewna lipowego przez artystę-amatora, górnika Jarosława Namiestnika w 1987 r. 
W ostatnich dniach kwietnia 2010 r. zakończona została konserwacja ołtarza głównego. W 2011 r., do pracowni konserwatorskiej w Krakowie, przekazano zabytkową ambonę z obrazami czterech ewangelistów. 